# Гастилович, Антон Иосифович
Анто́н Ио́сифович Гастило́вич (26 октября (7 ноября) 1902 — 23 ноября 1975) — советский военачальник, генерал-полковник (1959), доктор военных наук (1957), профессор (1959).

## Биография
Родился в фольварке Пеньковщина, ныне Воложинский район Республики Белоруссия.
В Красной Армии с 1919 года. В годы Гражданской войны А. И. Гастилович участвовал в разгроме повстанцев в Уфимской и Оренбургской губерниях и борьбе с басмачеством в Туркестане, был помощником начальника штаба отдельного батальона.
В 1924 году А. Гастилович окончил 1-ю Ленинградскую пехотную школу. С сентября 1924 года — командир взвода, с октября 1927 года — курсовой командир 1-й Ленинградской пехотной школы. В 1931 году окончил Военную академию имени М. В. Фрунзе. После её окончания с 1931 года — начальник 1-й части штаба стрелковой дивизии, помощник начальника сектора штаба Украинского военного округа. С 1935 года — командир и комиссар стрелкового полка. В 1938 году окончил Академию Генерального штаба РККА, где учился на ставшем позднее знаменитым «маршальском курсе» (на нём учились 4 будущих Маршалов Советского Союза, 6 генералов армии, 8 генерал-полковников, 1 адмирал). После её окончания — старший преподаватель в этой же академии. С сентября 1939 года — начальник штаба 1-й армейской группы советских войск в Монгольской Народной Республике. С июня 1940 года — начальник штаба 17-й армии Забайкальского военного округа.
С началом Великой Отечественной войны в прежней должности. С 15 мая 1942 года по 18 ноября 1943 года — командующий той же 17-й армией ЗабВО. С января 1944 года — в действующей армии на 1-м и 4-м Украинских фронтах: командир 17-го гвардейского стрелкового корпуса (с 12 апреля 1944 г.). В ходе Карпатско-Ужгородской наступательной операции в трудных условиях горной и лесисто-болотистой местности А. Гастилович умело управлял частями корпуса. За отличие при преодолении Карпатских гор корпусу присвоено почётное наименование «Карпатский». С 7 ноября 1944 года А. Гастилович — командующий 18-й армией 4-го Украинского фронта, которая под его командованием участвовала в Проскуровско-Черновицкой, Львовско-Сандомирской, Восточно-Карпатской, Моравско-Остравской и Пражской операциях. В аттестации за 1945 год командующий 4-м Украинским фронтом А. И. Ерёменко отмечал, что: «А. И. Гастилович — умный генерал, в военном отношении грамотный. Практический опыт командования крупными соединениями имеет. С командованием армией справляется, однако мало напористости в выполнении поставленных задач…» За умелое руководство войсками А. Гастилович награждён орденом Суворова I степени.
После войны А. Гастилович — командующий армией. С июня 1946 года начальник кафедры Высшей военной академии им. К. Е. Ворошилова. С 1948 года — помощник командующего войсками Прибалтийского военного округа. С 1954 года был начальником кафедры, а с 1958 года — заместителем начальника Военной академии Генерального штаба Вооружённых сил СССР. С 1964 года консультант той же академии. 
С 1965 года в отставке.
Скончался 23 ноября 1975 года в Москве. Был похоронен на Головинском кладбище, в октябре 2012 года перезахоронен на Кунцевском кладбище в Москве.

## Воинские звания
- полковник (24.12.1935)
- комбриг (4.11.1939)
- генерал-майор (4.06.1940)
- генерал-лейтенант (20.01.1945)
- генерал-полковник (25.05.1959)

## Награды
- Два ордена Ленина (21.02.1945, 15.09.1961)[2]
- Три ордена Красного Знамени (8.03.1944, 3.11.1944, 15.11.1950)
- Орден Суворова I степени (23.05.1945)
- Медаль «В ознаменование 100-летия со дня рождения Владимира Ильича Ленина»
- Медаль «За победу над Германией в Великой Отечественной войне 1941—1945 гг.»
- Медаль «20 лет победы в Великой Отечественной войне 1941—1945 гг.»
- Медаль «30 лет Победы в Великой Отечественной войне 1941—1945 гг.»
- Медаль «20 лет Рабоче-Крестьянской Красной Армии»
- Медаль «30 лет Советской Армии и Флота»
- Медаль «40 лет Вооружённых Сил СССР»
- Медаль «50 лет Вооружённых Сил СССР»

Иностранные награды:
- Орден Красного Знамени (Монголия)
- Медаль «30 лет Халхин-Гольской Победы» (Монголия)
- Орден Белого льва «За Победу» II степени (Чехословакия)
- Военный крест (Чехословакия)
- Знак «Участнику боёв у Халхин-Гола»